# Hippopus
Hippopus is een geslacht van tweekleppigen uit de familie van de Cardiidae.

## Soorten
- Hippopus hippopus (Linnaeus, 1758)
- Hippopus porcellanus (Rosewater, 1982)